# Мужская сборная Новой Зеландии по хоккею на траве
Мужская сборная Новой Зеландии по хоккею на траве (англ. New Zealand men's national field hockey team; прозвище «Мужчины с чёрными клюшками», англ. Black Sticks Men) — мужская сборная по хоккею на траве, представляющая Новую Зеландию на международной арене. Управляющим органом сборной выступает Федерация хоккея на траве Новой Зеландии.
На турнире по хоккею на траве на летней Олимпиаде в 1976 в Монреале новозеландская сборная победила в финале сборную Австралии, став первой командой не из Европы или Азии, завоевавшей олимпийское золото.
Сборная входит в десятку сильнейших в мире, занимает (по состоянию на 16 июня 2014) 6-е место в рейтинге Международной федерации хоккея на траве (FIH).